# Dvůr (Chlumek)
Dvůr (německy Meierhof) je osada v okrese Žďár nad Sázavou v kraji Vysočina. Jde o místní část obce Chlumek. Dvůr se nachází asi 14 km severozápadně od Velkého Meziříčí, 24 km jihovýchodně od Jihlavy, 26 km severozápadně od Třebíče a asi 29 km jihozápadně od Žďáru nad Sázavou. 

## Geografie
Nedaleko Dvora protéká potok Žďárka, který je pravostranným přítokem řeky Balinky. Od západu se zde do něj vlévá nepojmenovaný potok. Přímo u Dvora je malý nepojmenovaný rybník a 150 metrů na jih leží Panský rybník. Od Chlumku se osada nachází 510 m na jihozápad. 780 m na jihovýchod se nachází kopec s názvem Kopec, vysoký 628 m. 850 m na severozápad se nachází osada Benešov, 1,7 km na jihovýchod osada Brodek. V okolí Dvora leží několik roztroušených budov, přímo ve Dvoře je registrováno šest čísel popisných – 23, 62, 63, 64, 65 a 68. Do Dvora vede asfaltovaná silnice a jsou zde tři uličky.